# Atentado de Orakzai de 2018
El 23 de noviembre de 2018, al menos 33 personas murieron y otras 56 resultaron heridas en un atentado suicida con bomba en Kalaya, distrito de Orakzai, Jaiber Pajtunjuá, al noroeste de Pakistán.
El mismo día, un asalto armado al consulado chino en Karachi, al sureste de Pakistán, provocó la muerte de cuatro personas y de los tres atacantes. Sin embargo, es probable que los dos ataques no estén relacionados.

## Ataque
El 23 de noviembre de 2018, alrededor de las 10:30 a. m. PST, se produjo una explosión de bomba el viernes en el mercado de Kalaya, distrito de Orakzai; el Estado Islámico del Gran Jorasán se atribuyó posteriormente la responsabilidad del atentado. Al menos 33 personas murieron, entre ellas tres miembros de la comunidad minoritaria sij, y otras 56 resultaron heridas. Sin embargo, una declaración en Amaq, un medio de comunicación asociado con Daesh, afirmó que "57 chiítas murieron y 75 resultaron heridos" en el bombardeo.